# Триђано
Триђано (итал. Triggiano) је насеље у Италији у округу Бари, региону Апулија.
Према процени из 2011. у насељу је живело 26811 становника. Насеље се налази на надморској висини од 57 м.

## Становништво
Према резултатима пописа становништва 2011. у општини је живело 27.007 становника.
| 1931.  | 1936.  | 1951.  | 1961.  | 1971.  | 1981.  | 1991.  | 2001.  | 2011.  |
| ------ | ------ | ------ | ------ | ------ | ------ | ------ | ------ | ------ |
| 12.502 | 13.140 | 15.705 | 15.712 | 17.298 | 20.313 | 24.698 | 26.312 | 27.007 |

## Партнерски градови
- Адисон (Илиноис)